# Hugo Friedländer
Pour les articles homonymes, voir Friedlander.
Hugo Friedländer ou Friedlaender (né le 21 février 1847 à Bernstadt-sur-la-Weide (arrondissement d'Œls) – mort le 14 janvier 1918 à Berlin) est un journaliste, éditeur,et chroniqueur juridique allemand,,,,,.

## Biographie
Hugo Friedländer est né à Bernstadt-sur-la-Weide en province de Silésie. En tant que lycéen de 17 ans il participa à l'enterrement de Ferdinand Lassalle le 14 septembre 1864 à Breslau. En 1869, l'employé de commerce Hugo Friedländer fut condamné pour ne pas avoir suivi les directives des autorités lors d'une assemblée politique d'ouvriers. Après cette condamnation à une amende pécuniaire (15 taler) il se rendit à Berlin. En 1872, il participa en tant que délégué berlinois (mais avec mandat zurichois) au congrès de La Haye en 1872 de l'Association internationale des travailleurs (AIT).

## Œuvres
- Das Dynamit-Attentat gegen das Leben Sr. M. d. Kaisers, des deutschen Kronprinzen, 1884
- Die Reichstagsabgeordneten von Vollmar, Bebel und Genossen wegen Theilnahme an einer geheimen Verbindung auf der Anklagebank, 1886
- Interessante Kriminal-Prozesse von kulturhistorischer Bedeutung (10 Bände), 1910 - 1914
- Die russische Dynastie Romanow auf der Anklagebank der Weltgeschichte, 1914
- London bei Nacht: die Sittenzustände in den höchsten Londoner Gesellschaftskreisen und die Heuchelei der englischen Drahtzieher am Pranger; auf Grund eigener Erlebnisse, sowie auf Grund historischen und gerichtlichen Materials, 1914